# 101FM
101FM（ワンオーワンエフエム）はアメリカ合衆国ハワイ州ホノルル市に2007年7月2日に開局した日本語放送のFM局。正式名称は「ハワイ101FM（ハワイいちまるいちエフエム）」。

## 概要
コールサインはKORL、周波数101.1MHzでオアフ島全域をカバーし開局。2008年10月1日より、FM101.5MHzでホノルルを、AM1130KHzでオアフ島を、CATV882チャンネルでハワイ4島をフルカバーに拡大。
環境ステーションとして、環境保護に力を入れ毎年10月1日（ワンオーワンの日）には環境特番を実施。ホノルルマラソンの現地中継権も保有し、生中継で放送している。
ダウンタウンのパイオニアプラザがメインスタジオである。
当初、経営参加していたハワイの名物女性DJ、富田いく子＜富田いくこ、富田いっこ＞（元ハワイAMラジオ局K-JAPAN）は自身が経営する会社LTNが債務超過を起こし、現在は101FMに一切関係していない。
開局1周年の、2008年7月には番組の朗読企画から誕生した、ハワイのえほん「あいらんどけいさつ★ロコモコップ」を出版。
ハワイローカルでの放送のほか、日本国内のFM局にハワイ番組をネットしている。

### 日本でもOAしている番組
- 「100％ハワイ」

　(DJ Mihoko Taylar、Produce　宮島伸浩　FM-FUJI:日曜14:00)

### 所在地
ハワイスタジオ
ハワイ州ホノルル市フォートストリートモール900 450

## 沿革
- 2007年7月2日 放送開始。
- 2007年12月 ホノルルマラソン特別番組をJ-WAVEと共同制作。
- 2008年4月 ステーションブランドを「ハワイ101FM」に。
  - FM-FUJIに番組ネット開始。
  - Inter FMの番組をネット放送開始。
- 2008年10月
- LOVEFMに番組ネット開始。
- FM101.5、AM1130、CATV882に放送メディア拡大
- 2011年4月東日本大震災後、ハワイ最大級のチャリティーミュージックイベント

　「KOKUA FOR JAPAN」特別番組をFM-FUJIと共同制作。
- 2011年6月ホノルルマラソンに続き、ハワイ島コナマラソンを初中継。